# 维多利亚·阿布拉姆琴科
维多利亚·瓦列里耶芙娜·阿布拉姆琴科（羅馬化：Viktoriya Valer'yevna Abramchenko；1975年5月22日—）是俄罗斯政治人物，第八届国家杜马议员。她也曾于2020年至2024年间担任俄罗斯副总理。